# Giuseppe Zangara
Giuseppe Zangara (født 7. september 1900, død 20. marts 1933) var en person, der myrdede Chicagos borgmester Anton Cermak, om end det menes, at den nyvalgte amerikanske præsident Franklin Delano Roosevelt var hans planlagte mål. Roosevelt undslap uskadt, men fem mennesker blev ramt af skud, heriblandt Cermak. Zangara blev kort efter drabet på Cermak dødsdømt og henrettet i den elektriske stol.

## Mordforsøg
Den 15. februar 1933 holdt Roosevelt en spontan tale fra bagsædet af en åben bil i Bayfront Park området i Miami, Florida, hvor Zangara boede og indimellem havde tilfældige jobs, og ellers levede af sin opsparing. Zangara sluttede sig til mængden bevæbnet med en kaliber 32 pistol, som han havde købt ved en lokal pantelåner. Da han kun var 152 cm høj kunne han ikke se hen over andre folk, og måtte stå på en vaklende metalstol og sigte over hatten på Lillian Cross, en 45 kg tung ægtefælle til en læge i Miami, for at få et klart sigte mod sit mål. Efter det første skud greb Cross og andre hans arm, og han skød yderligere fire skud vildt omkring sig. Han ramte forbi den nyvalgte præsident, men fem andre blev ramt, heriblandt Chicago borgmesteren Anton Cermak, som stod på trinbrættet på bilen ved siden af Roosevelt. På vej til hospitalet skal Cermak efter sigende have sagt til Roosevelt: "Jeg er glad for, at det var mig og ikke Dem, Mr. President", ord som i dag er indskrevet på en mindesten i Bayfront Park.

## Efterspil
I arresten på domhuset i Dade County erkendte Zangara sin forbrydelse og sagde: "Jeg har våbnet i min hånd. Jeg dræber konger og præsidenter først og derpå alle kapitalister." Han erkendte sig skyldig i fire tilfælde af mordforsøg og blev dømt til 80 års fængsel. Da han blev ført ud af retten sagde Zangara til dommeren: "Fire gange 20 er 80. Åh dommer, vær ikke fedtet. Giv mig 100 år." Dommeren, som var klar over at Cermak muligvis ikke ville overleve sine sår, svarede: "Måske kommer der mere senere."
Cermak døde af Bughindebetændelse 19 dage senere den 6. marts 1933, to dage efter Roosevelts indsættelse. Zangara blev straks anklaget for mord. Da Zangara havde haft til hensigt at myrde var det ligegyldigt, at det ikke var den han havde planlagt, som blev dræbt.
Zangara erklærede sig skyldig i mord og blev dødsdømt. Efter at have hørt dommen sagde Zangara: "Giv mig den elektriske stol. Jeg er ikke bange for den! Din kapitalist. Du er også en forbryder. Sæt mig i den elektriske stol. Jeg er ligeglad!" Ifølge lovgivningen i Florida måtte en dødsdømt ikke dele celle med en anden fange, men en anden dømt morder ventede allerede på at blive henrettet i Raiford. Zangaras dom indebar, at fængselsfunktionærerne måtte udvide deres venteområde, og dødscellen blev til dødsgangen.

## Henrettelse
Den 20. marts 1933 efter kun 10 dage på dødsgangen, blev Zangara henrettet i "Old Sparky", den elektriske stol i Floridas Statsfængsel i Raiford, Florida. Zangara blev rasende, da han hørte at der ikke ville være filmkameraer tilstede for at filme hans sidste øjeblikke.

## Begrundelse
Raymond Moley, en førende kriminolog, gennemførte et dybdeinterview med Zangara og konkluderede, at han ikke var deltager i et større plot om at dræbe Roosevelt.
På daværende tidspunkt, og senere, er der fremkommet alternative konspirationsteorier, især i Chicago, hvor der var rygter om at Zangara var en lejemorder for Frank Nitti, der var leder af Chicagos største forbryderbande. Angiveligt var borgmester Cermak det faktiske mål på grund af hans løfte om at rydde op i den løbske bandekrig i Chicago, om end det er usandsynligt at valgløfter skulle have fremprovokeret en så voldsom reaktion. En anden teori går på, at Cermak havde forbindelse til andre grupper i Chicagos underverden.
Nogle versioner af historien hævder, at Zangara var en afledning for en anden pistolmand, som skulle skyde Cermak; men denne anden pistolmand (hvis der var en) blev aldrig opdaget.
En anden pointe er, at Zangara havde været mesterskytte i den italienske hær, dog ikke med pistol på lang afstand, og formentlig ville have ramt sit mål, så måske var Cermak det planlagte mål.